# 산타소피아

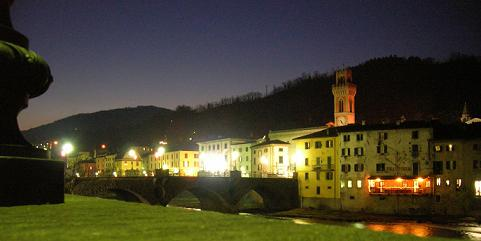
산타소피아

산타소피아(이탈리아어: Santa Sofia)는 이탈리아 에밀리아로마냐주 포를리체세나도에 위치한 코무네로 면적은 148.5km2, 높이는 257m, 인구는 4,238명(2007년 5월 31일 기준), 인구 밀도는 29명/km2이다. 볼로냐에서 남동쪽으로 약 80km, 포를리에서 남서쪽으로 약 35km 정도 떨어진 곳에 위치한다.